# Jean Buridan
Jean Buridan, også kendt under den latinske navneform Johannes Buridanus (født ca 1295/1300 i Béthune ved Lille i Frankrig, død 1356/1358) var en fransk logiker og filosof, uddannet i Paris.
Buridan tilhørte kredsen omkring William af Ockham; han var professor ved Pariser-universitetet og leder af rektoratet 1325–1348. Han gælder for den betydeligste af Ockhams umiddelbare elever og hældede i universaliestriden som sin lærer mest mod nominalismen.
Han skrev Summula de dialectica eller Compendium logic (Paris, 1487), og skrev ligeledes Politik, Etik og andre værker i sand aristotelisk ånd, hvorimod han ikke interesserede sig meget for teologi.
Buridans æsel
Buridans æsel er navnet på et et filosofisk paradoks, der egentlig stammer fra Aristoteles, men som blev genoptaget af middelalderens logikere.
Paradokset har fået navn efter Buridan, men det blev i dets specifikke form netop opfundet som en kritik af hans etiske system, hvor man altid skulle handle rationelt.
Paradokset: et æsel står lige langt fra to bunker foder af samme størrelse og kvalitet. Hvis man antager, at æselet opfører sig fuldstændigt rationelt, har det ingen grund til at foretrække den ene bunke frem for den anden. Det kan derfor ikke nå til en beslutning om, hvilken stak det skal æde først og vil derfor blive stående på stedet – og sulte.

## Reference
Der er for få eller ingen kildehenvisninger i denne artikel, hvilket er et problem. Du kan hjælpe ved at angive troværdige kilder til de påstande, som fremføres i artiklen.

- Nordberg, Michael (1987, sv.1984). Den dynamiske middelalder. På dansk ved Bodil Wille Boisen. Forlag: Per Kofod. ISBN 87-89007-27-1. DK5=91.6. (Originaltitel på svensk: Den dynamiska medeltiden)
- Marcello Landi, Un contributo allo studio della scienza nel Medio Evo. Il trattato Il cielo e il mondo di Giovanni Buridano e un confronto con alcune posizioni di Tommaso d'Aquino, in Divus Thomas 110/2 (2007) 151-185.